# Dani hrvatskog filma – Ivo Grgurević
Dani hrvatskog filma – Ivo Grgurević naziv je bosanskohercegovačkog filmskog festivala koji se održava u Orašju.

## Povijest
Dani hrvatskog filma se u Orašju održavaju od 1995. godine, a tvorac i idejni začetnik je hrvatski glumac Ivo Gregurević (1952. – 2019.) koji je rođen u okolici Orašja.
Od 2019. godine, njemu u čast, festival nosi naziv Dani hrvatskog filma - Ivo Gregurević.
Festival nije natjecateljskog karaktera. Nagrada Zlatni dukat se dodjeljuje za doprinos razvoju hrvatskog filma.
Obično se održava početkom rujna, nakon Pulskog festivala zbog čega se naziva i "Malom Pulom". Jedna je od najznačajnijih kulturnih manifestacija Posavske županije.

### Dobitnici Zlatnog dukata
(popis nepotpun)
- 2020.: Dragan Despot i Stanislav Babić[5]
- 2019.: Rajko Grlić, Mustafa Nadarević, Jozo Patljak i Jasmin Duraković[6]
- 2018.: Perica Martinović, Dubravka Ostojić i Ankica Dobrić[7]
- 2017.: Ivan Maloča, Ankica Tilić i Slavica Šnur[8]
- 2016.: Nives Ivanković i Hrvoje Hribar[9]
- 2015.: Branko Schmidt i Lukas Nola[10]
- 2014.: Anja Šovagović Despot i Snježana Tribuson[11]
- 2013.: Goran Navojec i Vedran Mlikota[12]
- 2012.: Božidarka Frajt i Vlatko Dulić[13]
- 2011.:
- 2010.: Antun Vrdoljak, Joško Juvančić i Zlatko Vitez[14]
- 2009.: Špiro Guberina i Fadil Hadžić[15]
- 2008.: Relja Bašić i Bogdan Žižić